# Jichák Sámír
Jichák Sámir (héberül: יצחק שמיר; Ruzsani, 1915. október 22. – Tel-Aviv, 2012. június 30.) izraeli politikus, Izrael 7. miniszterelnöke (1983–1984, 1986–1992). A hivatali idő hosszúságát tekintve a harmadik leghosszabb ideig miniszterelnök David Ben-Gurion és Benjámín Netanjáhú után.

## Élete
1915-ben született Ichak Jezerniyckij néven az akkor Orosz Birodalomhoz tartozó Ruzsaniban. Az 1930-as években a militáns cionizmus hatása alá került. 1935-ben vándorolt ki Palesztinába. Eleinte a Menáhém Begínhez kapcsolódó Irgún csoporthoz tartozott, ám annak eszközeivel, céljaival nem megelégedve a még radikálisabb Lehi (más néven Stern-csoport) tagja lett.
A politikába csak későn szállt be: 1969-ben csatlakozott a Begin-féle Herut párthoz, és 1973-ban, már a Likud tagjaként lett először a Kneszet tagja. 1980-tól külügyminiszter, majd 1983-ban Begin lemondása után miniszterelnök lett, mely tisztséget 1986 és 1992 között ismét betölthette. Az 1992-es választásokon vereséget szenvedett a Jichák Rabin vezette Munkapárttól. 1993-ban lemondott a Likud elnökségéről, de 1996-ig a parlament tagja maradt.
Utódát, Netanjáhút túl gyengének és határozatlannak találta a palesztin kérdésben, ezért többször kritizálta.
Egészségi állapota 2004 után megromlott, Alzheimer-kórt állapítottak meg nála az orvosok. Egy tel-avivi idősek otthonában halt meg 2012-ben.